# Грковци
Грковци су насељено мјесто у Босни и Херцеговини, у општини Босанско Грахово, које административно припада Федерацији Босне и Херцеговине. Према попису становништва из 2013. у насељу је живјело 74 становника.

## Географија
Грковци се налазе под Динаром.

## Историја
Изнад северног дијела села налази се Велика Градина, која се сврстава у трајно настањена места још од праисторијског доба (1000 година п.н.е), а везана је за илирско племе Дициони. Римљани су освојили све ове крајеве после пропасти Батоновог устанка 9. године н.е.
У Грковцима постоји и Кара Арманова - Градина, римско утврђење из касне антике. Ово село је било дио римског муниципијума, Salvium, једно од најстаријих насеља у Ливањском пољу. У њему је нађено мноштво епиграфских ознака са надгробних споменика, по чему су Граховско и Гламочко поље најпознатији у Босни и Херцеговини. Римска насеља у Граховском пољу су у потпуности разорили Готи.
Такође, Грковци су били стално настањени и у средњем вијеку.
У 19 и 20. вијеку, доминантан народ на овим просторима су Срби - православни хришћани.

## Топоними
Топоними Грковаца и околине су: Боне, Дубраве, Град, Градски бунар, Хелдовине, Кланци, Пашкула, Плоча, Попрекуше, Рашњева глава, Руњавице, Сушан, Точак, Точило, Велева главица.

## Становништво
| Националност       | 2013. | 1991. | 1981. | 1971. | 1961. |
| Срби               | 74    | 188   | 140   | 269   | 314   |
| Хрвати             |       |       |       |       | 2     |
| Југословени        |       | 2     | 59    |       |       |
| Муслимани          |       |       | 1     |       | 2     |
| остали и непознато |       | 4     |       | 3     |       |
| Укупно             | 74    | 190   | 200   | 272   | 318   |

| Демографија | Демографија | Демографија |
| Година      | Становника  | Становника  |
| ----------- | ----------- | ----------- |
| 1961.       | 318         |             |
| 1971.       | 272         |             |
| 1981.       | 200         |             |
| 1991.       | 190         |             |
| 2013.       | 74          |             |

## Знамените личности
- Боса Ненадић, српски правник и члан Сената Републике Српске
- Милан Ненадић, српски књижевник